# 880 Herba
880 Herba eller A917 OC är en asteroid i huvudbältet, som upptäcktes 22 juli 1917 av den tyske astronomen Max Wolf i Heidelberg. Den är uppkallad efter Herba i den grekiska mytologin.
Asteroiden har en diameter på ungefär 31 kilometer.